# 国際マルクス主義潮流

国際マルクス主義潮流 (International Marxist Tendency)

国際マルクス主義潮流（英語: International Marxist Tendency、IMT）は、ロンドンに本部を置くトロツキスト国際組織。

## 概要
この潮流の起源は、南アフリカ共和国出身の白人Ted Grantにある。Ted Grantは機関紙The Militantを発行し、労働党への加入戦術を行い、勢力を拡大した。国際的にも勢力を拡大し、1974年に「労働者インターナショナルのための委員会」（英語: Committee for a Workers' International, CWI）創立大会が開かれた。
労働党におけるこの潮流の勢力拡大に危機感をもった労働党官僚により、Ted Grantをはじめこの潮流の幹部は労働党を除名された。
1990年代初頭、Ted GrantはPeter Taaffeらとの路線論争に敗れ、CWIを除名され、あらたに国際マルクス主義潮流を形成した。
国際マルクス主義潮流は30以上の国・地域に支部をもち、公式サイトIn Defense of Marxism はマルクス主義組織のサイトとしては訪問者の非常に多いサイトとなっている。